# Syllitus sinuaticosta
Syllitus sinuaticosta är en skalbaggsart som beskrevs av Mckeown 1938. Syllitus sinuaticosta ingår i släktet Syllitus och familjen långhorningar. Inga underarter finns listade i Catalogue of Life.